# Al-Qasim SC
Al-Qasim SC (en árabe: نادي القاسم الرياضي‎) es un equipo de fútbol de Irak que juega en la Liga Premier de Irak, la primera división nacional.

## Historia
Fue fundado en el año 1973 en la ciudad de Al-Qasim por un grupo de atletas jóvenes y por varios años estuvieron en la Primera División de Irak, de la cual no eran elegibles para jugar en primera división por problems financieros o por no contar con un estadio decente para la primera categoría.
En 2015 el club comenzó a recibir apoyo financiero, con lo que podían competir por el ascenso pero sin resultados, hasta que en la temporada 2018/19 son campeones de la segunda categoría y por primera vez logra el ascenso a la Liga Premier de Irak.

## Palmarés
- División 1 de Irak (1): 2018–19